# Barroco en Polonia
El barroco polaco fue un movimiento artístico que se extendió desde finales del siglo XVI hasta mediados del siglo XVII. Como el barroco en otras partes de Europa, el barroco polaco enfatizó la riqueza y el poder triunfante en las diversas formas de arte de su tiempo. A diferencia del estilo artístico anterior, el Renacimiento, que intentaba describir la belleza y armonía de la naturaleza, los artistas barrocos se esforzaron por crear su propia visión del mundo.
El resultado fue un estilo complejo, que es considerado por algunos críticos como grandioso, y por otros caótico y discordante, influido por la afectación religiosa y la exaltación, reflejando los tiempos convulsos de la Guerra de los Treinta Años en la Europa del siglo XVII.

## Barroco y sarmatismo

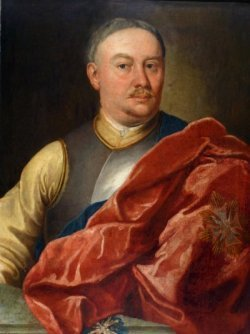
Retrato de Jakuba Narzymskiego (1738), por el pintor barroco Szymon Czechowicz

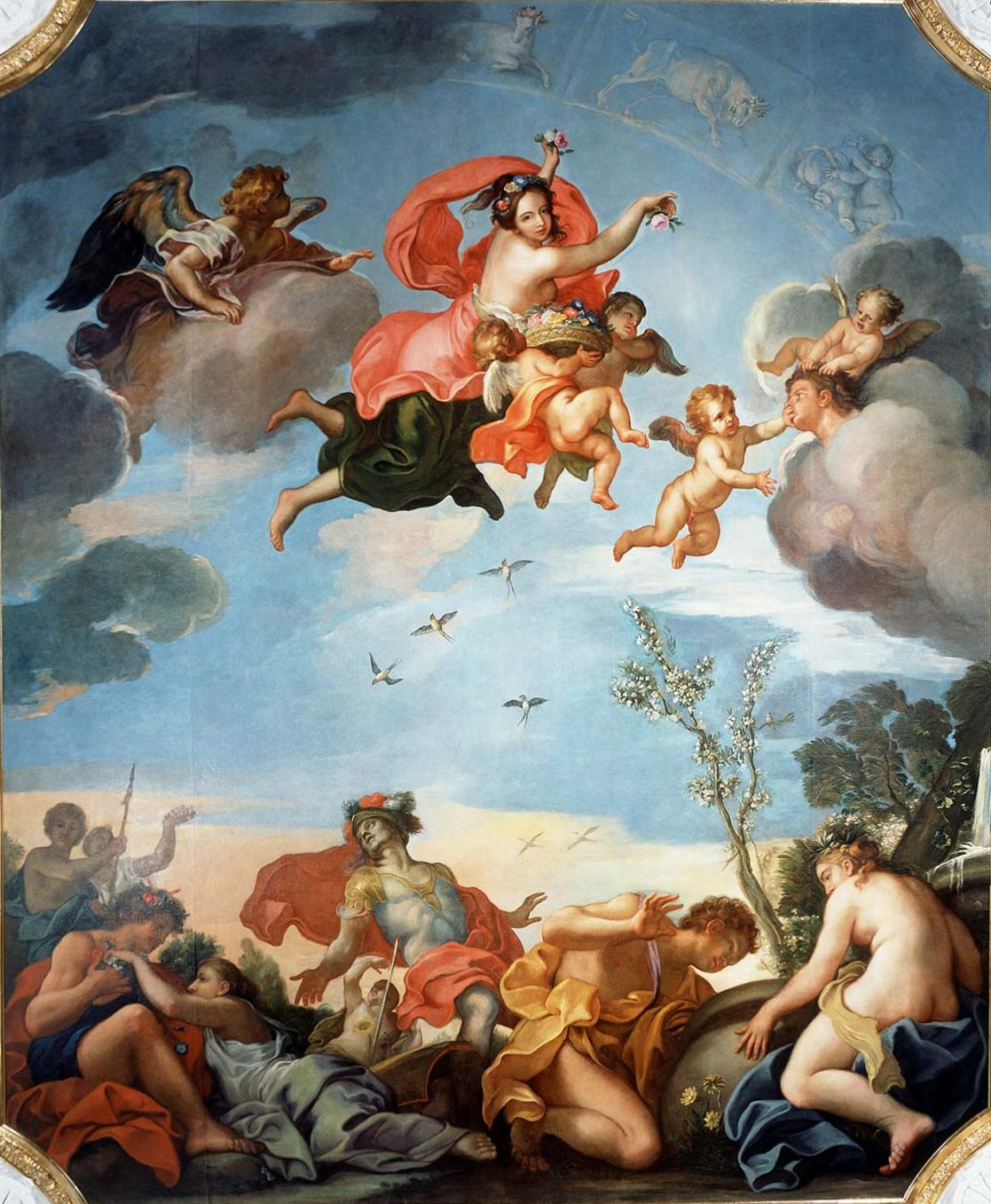
Plafond Allegory of Spring (1680s), deJerzy Siemiginowski-Eleuter

El barroco polaco estuvo influenciado por el sarmatismo, la cultura de la szlachta, la nobleza polaco-lituana. El sarmatismo, a su vez, estuvo fuertemente influenciado por el estilo barroco y produjo una mezcla única de influencias orientales y occidentales (estilos italianos y franceses). «Oriente» aquí se refiere a la cultura oriental del Imperio otomano, no a la cultura ortodoxa de Moscú. Esas influencias orientales procedían de la larga frontera, común entre Polonia y el Imperio otomano con las frecuentes incursiones entre ambos.
El pensamiento sarmatiano glorificaba la vida rural idealizándola y la Libertad Dorada de la nobleza, que se oponía al poder absoluto del monarca. El sarmatismo enfatizaba la habilidad militar, remontándose a los días en que la szlachta apareció por primera vez en la clase de caballeros; y sus valores religiosos, ambos asociados a la misión histórica del pueblo polaco como bastión del cristianismo. Los nobles sármatas se sentían superiores incluso a la nobleza de otras naciones, a las que consideraban sumisas y casi esclavizadas por sus gobernantes (según la Constitución polaca, el rey no era más que un «igual entre iguales»). Sin embargo, con el tiempo, los ideales del sarmatismo se corrompieron. En el siglo XVIII, durante la Ilustración en Polonia, el sarmatismo era visto a menudo como una reliquia ultraconservadora del pasado, en oposición al progreso, y se pensaba que su continuidad conducía al declive del país.
En un ámbito más material, las influencias de Oriente eran visibles en la vestimenta, las armas y las decoraciones de los nobles. El nuevo traje polaco se basaba en la túnica del Imperio otomano, que se extendió desde la nobleza hasta los habitantes de las ciudades e incluso a los campesinos. Un noble polaco vestía una túnica larga como żupan, delia y kontusz, a menudo forrada con telas caras; equipado con un cinturón de fajín (pas kontuszowy) y con accesorios con botas hasta la rodilla de suave cuero . Los caballos árabes eran comunes en la caballería polaca. Durante el siglo XVII se hizo popular el afeitarse la cabeza al estilo tártaro. El símbolo de la clase noble era el arma de hoja curva, la szabla, un cruce entre el sable y la cimitarra. También eran comunes las dagas, vainas, alfombras, cascos, monturas, klims, alfombras, tapices y bordados otomanos: lo que no se adquiría del comercio venía como botín de los muchos conflictos militares a lo largo de la frontera sur de la Mancomunidad. La mansión ] (dwór, dworek) del noble polaco estaba decorada con trofeos de guerra de este tipo. Algunos artículos de lujo eran de producción nacional, a menudo imitando el estilo oriental; la mayoría se importaba del oeste a través de Danzig (Gdańsk) o del este. Exhibir la riqueza de uno era importante, y las excusas eran muchas: el día del santo patrón, así como las bodas y los funerales que se celebraban de manera extravagante. Un arte distintivo de los retratos de ataúdes (Portret trumienny) surgió durante ese período.

## La contrarreforma y los jesuitas
La Iglesia católica se convirtió en uno de los principales patrocinadores de las artes; otro fue la casa real, cuyo patrocinio fue particularmente visible en la nueva capital de Varsovia. Allí, el piadoso rey Segismundo III Vasa patrocinó muchas construcciones sacras barrocas. En su primera fase, la arquitectura eclesiástica barroca se asoció principalmente con la orden de los jesuitas, que llegó a Polonia en 1564, como parte de la Contrarreforma, una tendencia que triunfaría en Polonia durante el siguiente siglo. Los jesuitas fundaron iglesias y escuelas en muchas ciudades importantes, prevaleciendo lentamente sobre los centros de educación protestantes en Thorn (Toruń), Gdańsk y Elbing (Elbląg) y Leszno (donde se encontraba la escuela Comenius de los hermanos bohemios). La victoria final de la Contrarreforma en Polonia sería, en última instancia, una de las razones que contribuyeron a reforzar la identidad católica del país.

## Arquitectura barroca en Polonia
La arquitectura barroca en Polonia corresponde con las obras arquitectónicas creadas de acuerdo con los supuestos del arte barroco en la República de las Dos Naciones (1569-1795), en la época del reinado de los primeros reyes electivos y de la Contrarreforma, de las largas guerras con los países vecinos —con Suecia, el Zarato ruso y el Imperio otomano— y de disturbios internos —levantamientos cosacos de Kosińskiego (1591-1593), Nalewajki (1594-1596) y Chmielnicki (1648-1654)—. El siglo XVII  fue un período complejo, de transición que precedió a la supremacía del barroco maduro. Hubo una coexistencia y, a veces, una simbiosis de direcciones artísticas diferentes, a veces opuestas. Hasta alrededor de 1640, la tendencia principal fue el manierismo de procedencia italiana y neerlandesa. Al mismo tiempo, junto al manierismo, también está el barroco temprano en la redacción romana. Además de estos estilos, también existió el tradicionalismo renacentista.
El barroco temprano apareció en Polonia inmediatamente después de su nacimiento en Italia, y sus principales impulsores fueron la corte real de Segismundo III Vasa y la Orden de los jesuitas. En 1595, se incendiaron los apartamentos privados del rey en el ala norte del castillo de Wawel  y su reconstrucción, dirigido por Giovanni Trevano y Tomasz Dolabella se llevó a cabo en estilo barroco. En este contexto, destaca también más adelante la columna de Segismundo, un monumento al rey diseñado por Constantino Tencalla y Augustyn Locci. La figura del rey fue esculpida por Clemente Molli y fue fundida en bronce por Daniel Tym.
Pero la primera edificación de estilo barroco fue la iglesia del Corpus Christi (1584-1593) en Nieśwież (después de 1945, Niasvizh, ahora e Bielorrusia). La iglesia también tiene la distinción de ser la primera basílica cupulada con una fachada barroca en la Mancomunidad y en Europa del Este. El primer edificio barroco en la Polonia actual fue la iglesia de San Pedro y San Pablo  (1597-1619) en Cracovia, construida por Giovanni Battista Trevano. La población judía de ese período era numerosa y próspera y se construyeron muchas sinagogas judías en el país en estilo barroco. Algunos de esos edificios han sobrevivido, incluida la sinagoga Włodawa.
En los primeros años del siglo XVII, la arquitectura barroca se difundió por la Mancomunidad. Algunas tempranas iglesias barrocas fueron la capilla Vasa en la catedral de Wawel (que era el equivalente barroco de la vecina capilla de Segismundo, construida años antes en estilo renacentista) y la Iglesia de la Visitación de Cracovia. La mayoría de esas tempranas iglesias siguieron un patrón establecido por la iglesia del Gesù de Giacomo Barozzi da Vignola en Roma. Otras iglesias y capillas de mediados del siglo XVII fueron la capilla de San Casimiro en la catedral de Vilnius, la Iglesia de San Pedro y San Pablo y la Iglesia de San Casimiro en Vilnius, el monasterio de Pažaislis en Kaunas, la Iglesia de los Dominicos y la Iglesia de San Jorge en Lwów (actual Lviv, ahora Ucrania). Ejemplos de finales del XVII son la iglesia de los jesuitas en Poznań, la catedral de San Francisco Javier en Grodno, la capilla Real en Gdańsk (de un estilo arquitectónico ecléctico basado en una mezcla de tradiciones constructivas polacas y neerlandesas), y el santuario de Santa María en Masuria (construido en estilo barroco tirolés). Ejemplos notables de arquitectura barroca residencial de este período son el castillo de Ujazdów, el palacio de Wilanów y el palacio Krasiński (1677-1683) en Varsovia.
También se desarrolló una arquitectura secular barroca desligada de la religión. El Castillo Real de Varsovia fue reconstruido entre 1596 y 1619 por los arquitectos italianos Giacomo Rotondo, Matteo Castelli y Giovanni Trevano. En el exterior del castillo, una columna con la estatua del rey Zygmunt, esculpida por Clemente Molli y fundida por Daniel Tym fue levantada por su hijo, Vladislao IV Wasa, en 1644. El parque Ujazdowski con un nuevo palacio, el palacio de Ujazdów, fue construido por Trevano entre 1619 y 1625. El palacio de Ujazdów pronto fue eclipsado por el palacio de Wilanów, levantado por el rey Juan III Sobieski entre 1677 y 1696. El estilo de esas nuevas residencias reales pronto fue imitado por numerosos magnates que no querían quedarse atrás, lo que llevó a erigir numerosas residencias barrocas que surgieron por todo el campo polaco, como Kruszyna (1630, construida para el voivoda Kasper Doenhoff), el castillo de Łańcut (1629-1641, reconstruido para Stanisław Lubomirski), Wiśnicz (1616-1621, también para Stanisław Lubomirski), Ujazd (Krzyżtopór, construido en 1628-1644 para Krzysztof Ossoliński).
El monumental castillo Krzyżtopór (en ruina permanente), construido en el estilo palazzo in fortezza entre 1627 y 1644, tenía varios patios rodeados de fortificaciones. Además, la fascinación del barroco tardío por la cultura y el arte de China se refleja en el palacio chino de la reina Masysieńka en Zolochiv. Los palacios de los magnates del siglo XVIII representan el tipo característico de residencia suburbana barroca construida entre cour et jardin (entre el patio de entrada y el jardín). Su arquitectura, una fusión del arte europeo con las antiguas tradiciones de construcción de la Mancomunidad, es visible en el palacio Potocki en Radzyń Podlaski, el palacio Raczyński en Rogalin y el palacio Wiśniowiecki en Vyshnivets.
A finales del siglo XVII, el arquitecto más famoso en la Mancomunidad era el neerlandés Tylman van Gameren, quien, a la edad de 28 años, se había instalado en el país y comenzó a trabajar para la reina María Casimira y el rey Juan III Sobieski. Tylman dejó un legado de edificios que se consideran joyas de la arquitectura barroca polaca, entre otros, el palacio Ostrogski, el palacio Otwock, el palacio Branicki (1691-1697) en Białystok, la iglesia de San Casimiro en Varsovia (1688-1692) y la iglesia de Santa Ana ([1689-1703).
Un estilo notable de arquitectura barroca surgió en el siglo XVIII con el trabajo de Johann Christoph Glaubitz, a quien se le asignó la tarea de reconstruir Vilnius, la capital del Gran Ducado de Lituania. Por ello a ese estilo se le denominó barroco vilniano, y la antigua Vilnius fue nombrada la «ciudad del barroco». Los edificios más notables de Glaubitz en Vilnius son la Iglesia de Santa Catalina, iniciada en 1743, la Iglesia de la Ascensión, que se inició en 1750, la Iglesia de San Juan, la puerta del monasterio y las torres de la Iglesia de la Santísima Trinidad. La magnífica y dinámica fachada barroca de la antigua iglesia gótica de San Juan se menciona entre sus mejores obras. Muchos interiores de iglesias, incluido el de la gran Sinagoga de Vilna, fueron reconstruidos por Glaubitz, así como el Ayuntamiento construido en 1769. El mejor ejemplo del barroco vilniano en otros lugares es la Catedral de Santa Sofía en Polotsk, que fue reconstruida entre 1738 y 1765.
Las etapas del Barroco en Polonia, y también de la arquitectura, se suelen dividir en tres períodos principales que coinciden con el reinado de:
- los gobernantes de la dinastía Vasa (r. 1587-1668), el llamado estilo Vasa, un barroco inspirado en las obras de Bernini en que las formas barrocas tempranas coexisten con el período del Renacimiento tardío (manierismo);
- Jan III Sobieski (r. 1674-1694), en el que el barroco se convirtió en el estilo dominante; aparte de los diseños italianos, también hay una variación del barroco clasicista;
- los gobernantes sajones (r. 1697-1763), el período del barroco tardío, dominado por los patrones rococó italianos, franceses y de Dresde, con un estilo específico del llamado Barroco de Vilnius.

- Los grandes palacios barrocos polacos
- Palacio de Wilanów (1677-1696), Varsovia, conocido como el «Versalles polaco», una residencia palaciega del rey Juan III Sobieski
- Palacio Krasiński (1677-1683), Varsovia, para el voivoda de Płock, Jan Dobrogost Krasiński, según el diseño de Tylman van Gameren
- Palacio en Rydzyna (1685-1695), residencia del rey Estanislao I Leszczynski  de 1704 a 1709.
- Palacio Branicki (1691-1697) en Białystok, residencia del conde Jan Klemens Branicki, destruido en la II Guerra Mundial y luego reconstruido